# Shirakawa (Fukushima)
Shirakawa (白河市; -shi) é uma cidade japonesa localizada na província de Fukushima.
Em 2003 a cidade tinha uma população estimada em 48 297 habitantes e uma densidade populacional de 410,44 h/km². Tem uma área total de 117,67 km².
Recebeu o estatuto de cidade a 1 de Abril de 1949.

## Cidade-irmã
- Compiègne, França